# Отто Конрад
Отто Конрад (нім. Otto Konrad, нар. 1 листопада 1964, Ґрац, Австрія) — австрійський футболіст, що грав на позиції воротаря. Учасник чемпіонату світу 1990 року.
Зараз працює тренером воротарів у молодіжній збірній Австрії.

## Клубна кар'єра
Отто Конрад народився у місті Ґрац у родині фермера. Грати у футбол починав у місцевому клубу «Грацер». Отто починав грати як на позиції воротаря, так і на позиція нападника. У 16 років він остаточно визначився, що хоче бути воротарем.
У 1981 році за 20 тисяч австрійських шилінгів права на воротаря придбав інший клуб з міста Грац - «Штурм». Спочатку Конрада брали як резервного воротаря але вже в 19 років він дебютував у першій команді. З 1987 року Конрад забронював за собою місце основного воротаря команди.
У 1991 році Конрад перейшов до складу «Аустрії» з Зальцбурга. Також відомою як «Казіно» (Зальцбург), а зараз цей клуб має назву «Ред Булл Зальцбург». Це був зірковий час воротаря. У складі «Аустрії» Конрад тричі вигравав чемпіонат Австрії, два суперкубки країни та у 1994 році разом з командою дійшов до фіналу Кубка УЄФА. У вересні 1994 року Конрад у складі «Аустрії» дебютував у Лізі чемпіонів. У тому матчі Конрад отримав важку травму, коли фанати італійського «Мілана» влучили воротарю в голову пляшкою з водою.
У сезоні 1994/95 Отто Конрад зумів забити гол у матчі чемпіонату Австрії. І цей гол було визнано найкращим у 1994 році.
У 1997 році Конрад перейшов до іспанського клубу «Реал Сарагоса». Але відіграв у Іспанії лише півтора сезона і повернувся до Австрії. наприкінці кар'єри Конрад виступав за клуб «Леобен» з Регіональної ліги, а також за клуби аматорського рівня.

## Кар'єра в збірній
24 травня 1989 року у товариському матчі проти команди Норвегії Отто Конрад дебютував у національній збірній Австрії. На чемпіонаті світу 1990 року був третім воротарем. Пізніше провів кілька матчів у відборі до Євро-1996. Останню гру у збірній Конрад зіграв у 1995 році проти Латвії.

## Тренерська діяльність
По завершенні ігрової кар'єри Отто Конрад очолив асоціацію тренерів воротарів Австрії. Працював у клубах нижчих дивізіонів. З 2006 року Конрад є тренером воротарів у молодіжній збірній Австрії.

## Досягнення
Аустрія/Казіно
 Чемпіон Австрії (3): 1994,1995,1997
 Переможець Суперкубка Австрії (2): 1994,1995
- Фіналіст Кубку УЄФА: 1994